# Daniel Martínez i Ferrando
Daniel Martínez i Ferrando   (València, 1887 - Palma, 1953) fou un escriptor valencià, germà d'Eduard Martínez i Ferrando i Jesús Ernest Martínez Ferrando. El 1916 assolí la càtedra d'anglès a l'Escola Professional de Comerç de Palma; anys més tard aconseguí el trasllat a Vigo, i després a Palma, on es casà amb na Marieta Rosselló i Sabater, filla d'en Francesc Rosselló i Miralles i de na Maria Sabater Gerli. Col·laborà a les revistes valencianes Terra Valenciana, Pàtria Nova i D'Ací i d'Allà. El 1920 va ingressar a la lògia maçònica España Democrática. També va escriure poesia influïda pel modernisme català.
En acabar la guerra civil espanyola fou jutjat pel Tribunal de Responsabilitats Polítiques i condemnat a tres anys de presó per esquerrà i maçó; d'aquest temps passà nou mesos a la presó de Porlier (Madrid) i la resta a Burgos. Un cop alliberat tornà a Palma, però no fou readmès a la seva càtedra fins uns mesos abans de morir. No va tornar a escriure en català.

## Obres
- Escumes (1936), que aplega la seva obra en valencià:
  - La cançó de l'isolat (1911)
  - Vora la mar del Nord (1915)
  - Visions de l'Horta (1916)
- Solidaridad y Regionalismo (1908)
- A través de Galicia (1922)
- Guía sentimental de Mallorca (1925)
- Ciudades islámicas (1927)